# Trachydium dichotomum
Trachydium dichotomum är en flockblommig växtart som beskrevs av Jevgenij Korovin. Trachydium dichotomum ingår i släktet Trachydium och familjen flockblommiga växter. Inga underarter finns listade i Catalogue of Life.